# Upplands runinskrifter 986
Upplands runinskrifter 986, U 986, är en nu försvunnen vikingatida runsten i Kungsgården, Samnan, Gamla Uppsala socken och nuvarande  Uppsala kommun.

## Inskriften
Translitterering av runraden:
[+ ali ' auk sihualti ' uk ' inkifast ' litu rita stin þino ' abtiʀ ' ka͡nilf · buanta inkifastaʀ auk faþur ala osmunrt ' risti]
Normalisering till runsvenska:
Ali/Alli ok Sigvaldi ok Ingifast letu retta stæin þenna æftiʀ Gælf(?)/Kalf(?), boanda Ingifastaʀ ok faður Ala/Alla. Asmundr risti.
Översättning till nusvenska:
Ale (Alle) och Sigvalde och Ingefast läto uppresa denna sten efter kanilf, Ingefasts man och Ales (Alles) fader. Asmund ristade.
kanilf är troligen Kalfʀ, som är en version av namnet Gælfʀ, känd från Sö 88. Texten är lik den på U 941: Ale/Alle  och  Sigvalde  och  Ingefast  de  lät  resa  denna  sten  [efter]  ..., Ingefasts make ...